# مرد آسفالت
مرد آسفالت (کره‌ای: 아스팔트 사나이؛ انگلیسی: Asphalt Man) یک مجموعه تلویزیونی محصول کره جنوبی در سال ۱۹۹۵ با بازی لی بیونگ هون، چوی جین شیل، جونگ وو سونگ و لی یونگ ئه است. این مجموعه بر پایه مانهوایی با همین نام اثر هو یونگ نام است و از ۱۷ مه تا ۶ ژوئیه ۱۹۹۵، روزهای چهارشنبه و پنجشنبه ساعت ۲۱:۵۵ (کی‌اس‌تی) از اس‌بی‌اس برای ۱۶ قسمت پخش شد.

## بازیگران

### خانواده کانگ
- لی بیونگ هون در نقش کانگ دونگ جون[۱]
- جونگ وو سونگ در نقش کانگ دونگ سوک (برادر)
- لی یونگ ئه در نقش کانگ دونگ هی (خواهر)
- پارک این هوان در نقش آقای کانگ (پدر)
- چوی جین شیل در نقش اوه هوا ریون (زن دونگ جون)

### سایر بازیگران
- هو جون هو در نقش هان کی سو
- کیم سو می در نقش ناتاشا
- جو مین سو در نقش به جونگ اوک
- کیم سو جی در نقش سونگ یی (دختر ناتاشا)
- لی جونگ گیل در نقش سون کی جون
- بیون هی بونگ
- سونگ جه هو
- دنیل بیچمپ در نقش تام (سرباز آمریکایی)